# Zsuzsanna Sipos
Zsuzsanna Sipos (Budapest, ...) è una scenografa ungherese, vincitrice del Premio Oscar alla migliore scenografia per Dune.

## Biografia
Zsuzsanna Sipos ha iniziato a lavorare come scenografa cinematografica nel 2011, nel film The Great Ghost Rescue. Successivamente ha lavorato per alcuni film, tra i quali The Last King di Nils Gaup, Blade Runner 2049 di Denis Villeneuve e Gemini Man di Ang Lee. Nel 2022 ha vinto il Premio Oscar e il Premio BAFTA per la migliore scenografia per Dune.

## Filmografia

### Cinema
- The Great Ghost Rescue, regia di Yann Samuell (2011)
- Kule kidz gråter ikke, regia di Katarina Launing (2014)
- Viharsarok, regia di Ádám Császi (2014)
- The Last King (Birkebeinerne), regia di Nils Gaup (2016)
- The Man Who Was Thursday, regia di Balazs Juszt (2016)
- Blade Runner 2049, regia di Denis Villeneuve (2017)
- Gemini Man, regia di Ang Lee (2019)
- Dune (Dune: Part One), regia di Denis Villeneuve (2021)
- Il talento di Mr. C (The Unbearable Weight of Massive Talent), regia di Tom Gormican (2022)
- The Ceremony - Invito mortale (The Invitation), regia di Jessica M. Thompson (2022)

### Televisione
- I Borgia (The Borgias) - serie TV, 29 episodi (2011-2013)
- Karsten og Petra - serie TV, 11 episodi (2013)
- Penny Dreadful - serie TV, 11 episodi (2014-2015)
- L'alienista (The Alienist) - serie TV, 10 episodi (2018)

## Riconoscimenti
- Premio Oscar
  - 2022 - Migliore scenografia per Dune[7]
- Premio BAFTA
  - 2022 - Migliore scenografia per Dune[8]
- Critics' Choice Awards
  - 2022 - Migliore scenografia per Dune